# 奥拉夫·青克
奥拉夫·青克（德語：Olaf Zinke，1966年10月9日—），德国男子速度滑冰运动员。他曾代表德国获得1992年冬季奥运会速度滑冰比赛男子1000米金牌。他也参加了1994年冬季奥运会。